# Petar Baćović
Petar Baćović (Kalinovik, 1898. – Stara Gradiška, travanj 1945.) odvjetnik i četnički vojvoda.

## Životopis
Sin četničkoga vojvode Maksima. Za Kraljevine Jugoslavije rezervni je major. Studirao je pravo, bavio se odvjetničkim poslom a uoči drugog svjetskog rata bio banski bilježnik. Od ljeta 1941. do travnja 1942., šef je Kabineta u Ministarstvu unutarnjih poslova Nedićeve vlade u Beogradu. U travnju 1942. (u dogovoru s D. Mihailovićem i M. Nedićem) odlazi s četničkim odredom u NDH u istočnu Bosnu. Od kolovoza 1942. zapovjednik je četničkih operativnih jedinica istočne Bosne i Hercegovine. Te su jedinice izvršile više masovnih zločina nad Hrvatima i Muslimanima, te zapravo cijelu istočnu Hercegovinu, od lijeve obale Neretve, etnički očistili od Hrvata i Muslimana. U listopadu 1942. Baćovićevi su četnici uključeni u talijanske operacije protiv partizana, kada su također pobili više tisuća Hrvata i Muslimana u mostarskom, prozorskom i konjičkom kotaru. Poslije toga Bačević je dobio titulu vojvode, uz nadimak Kalinovički. S 3000 četnika u prosincu 1942. prebacuje se do Knina. Koncem siječnja 1943. izvršili su pokolj u Vrlici i okolici. Nakon toga pridružuje se velikom četničkom okupljanju u prostoru Neretve radi ofenzive na glavninu partizanskih snaga u veljači i ožujku 1943. Od njegovih četnika stradava hrvatsko pučanstvo, posebice u Imotskom i okolici. Sredinom veljače 1944. (zajedno s britanskim pukovnikom Brileyom) odlazi u Kairo, gdje je uhićen i kratko zatvoren u britanskom zatvoru. Po povratku (koncem svibnja) jedan je od organizatora četničke "Nezavisne grupe nacionalnog otpora" koja se trebala povezati s britanskim snagama čijem su se iskrcavanju četnici nadali na južnom Jadranu. Nakon razdora u četničkom pokretu, početkom 1945. otkazuje poslušnost D. Mihailoviću. Ostatke svojih postrojbi potčinjava Pavlu Đurišiću, koji teži prebacivanju u Sloveniju i dalje prema Austriji. Ustaške su postrojbe na Lijevče polju kraj Banje Luke 4.IV.1945. porazile te četničke postrojbe, a vodstvo (P. Đurišića, D. Vasića, Z. Ostojića i P. Baćovića) zarobile, odvele u Bosansku Gradišku a potom u logor u Staroj Gradišci gdje su pobijeni.